# Taliesin
Taliesin (534 circa – 599 circa) è stato un poeta britannico, il più antico poeta di lingua gallese del quale siano sopravvissute alcune opere.
Il suo nome è spesso associato con il Libro di Taliesin, opera redatta nel Basso Medioevo (il paleografo John Gwenogvryn Evans data la sua composizione attorno al 1275). I manoscritti di alcuni poemi a lui attribuiti sono relativamente tardi (attorno al X-XII secolo), ma alcuni sono più antichi, e undici di essi, secondo lo studioso Ifor Williams, risalgono addirittura al VI secolo. Si pensa che Taliesin fosse stato un bardo nelle corti di almeno tre re britannici della zona del Galles. Secondo la leggenda egli fu nominato "Capo Bardo di Britannia" ed era perciò responsabile di giudicare le competizioni di poesia tra tutti i bardi della Britannia. La vita di Taliesin costituì più tardi il soggetto di un'opera mitologica del XVI secolo scritta da Elis Gruffydd, che probabilmente riportò tradizioni orali che esistevano da molto tempo. Il suo nome si trova come Taliessin nella raccolta Idilli del re (Idylls of the King) di Alfred Tennyson, e in alcune opere posteriori.

## Biografia
La sua biografia è quantomeno oscura e di difficile ricostruzione: oltre a ciò che è contenuto nelle sue stesse opere, sappiamo infatti molto poco riguardo alla sua vita. Un manoscritto attesta i suoi natali a Llanhennock, cinque chilometri a nord-est di Newport (vicino Caerleon), come figlio di San Henkw. È menzionato, inoltre, assieme a Talhaern Tad Awen ("Padre della Musa"), Aneirin, Blwchfardd e Cian Gwenith Gwawd ("Grano di Poesia"), come uno dei cinque maggiori poeti della Britannia nella "Storia dell'Hen Ogledd (Antico Nord)", una sezione della Historia Brittonum, tradizionalmente attribuita a Nennio.
I poemi che gli vengono attribuiti indicano che divenne bardo alla corte di Brochwel Ysgithrog re del Powys, intorno al 555, quindi del suo successore Cynan Garwyn ed infine presso il re Urien di Rheged e suo figlio Owain mab Urien. L'idea che fu anche il bardo di Re Artù venne elaborata in epoca moderna da autori diversi, come Alfred Tennyson, nel suo già citato "Idylls of the King", e da Charles Williams, in "Taliessin Through Logres". Alcuni autori lo identificano con Merlino. Come bardo presso Re Artù, Taliesin viene anche menzionato nella storia di Culhwch e Olwen, ma non rappresenta nessun ruolo significativo.
In ogni caso, la carriera storica di Taliesin ebbe apparentemente fine nella seconda metà del VI secolo, quando gli storici che argomentano l'esistenza di Re Artù datano la vittoria del Monte Badon; gli Annales Cambriae riportano il 532 come data della sua morte o della sua scomparsa nella Battaglia di Camlann, solo pochi anni prima della data del 542 riportata invece nella Historia Regum Britanniae di Goffredo di Monmouth.

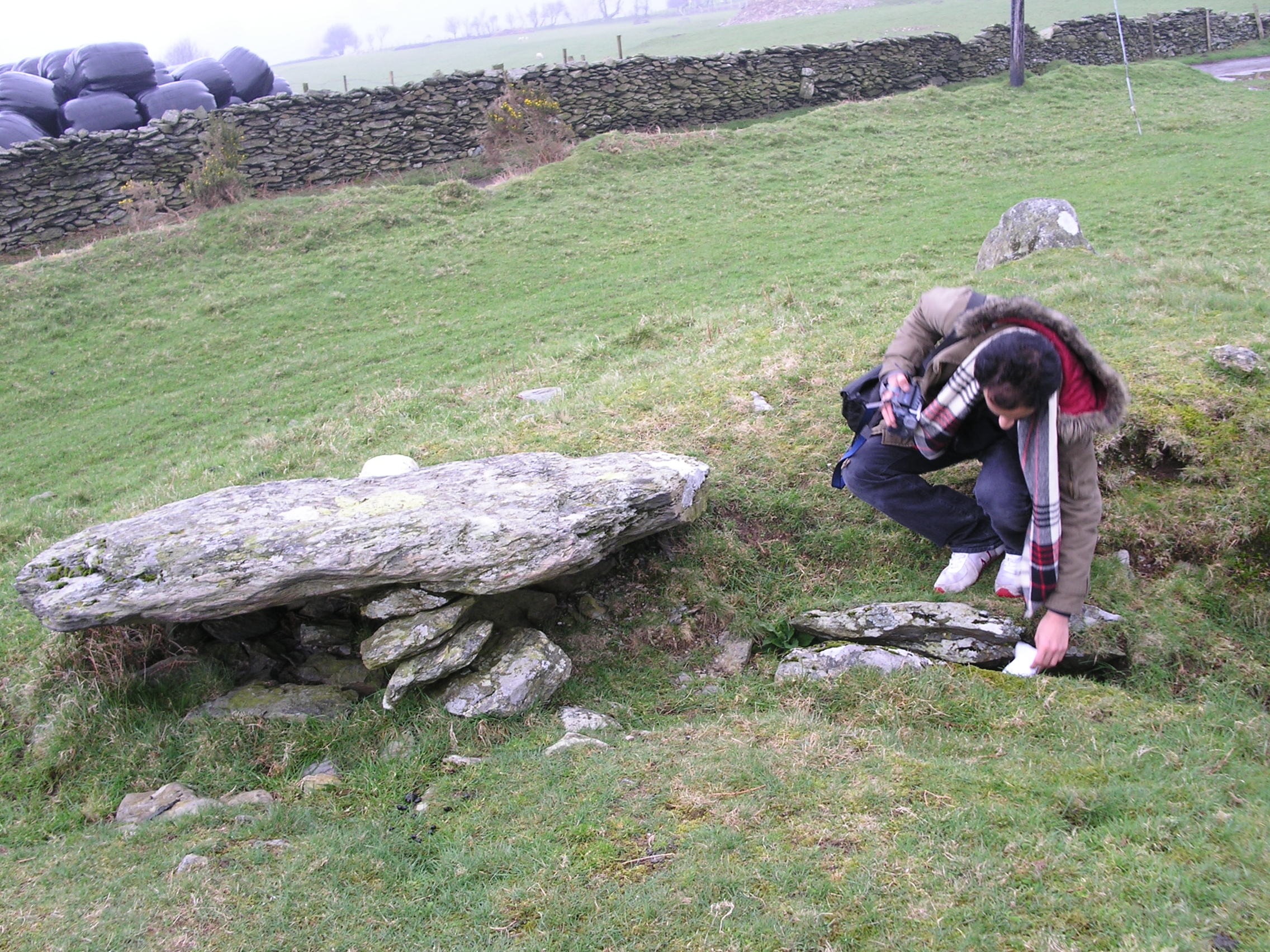
Bedd Taliesin

La tradizione, le cui fonti scritte si attestano al XVI secolo, attesta che Taliesin fosse il figlio adottivo di Elphin, il quale gli diede il suo nome, che significa "fronte raggiante", e più tardi divenne re del Ceredigion. All'età di tredici anni visitò lo zio di Elphin, il re Maelgwn, e gli profetizzò correttamente il modo ed il giorno in cui sarebbe morto. Sembra che la sua tomba, Bedd Taliesin (La tomba di Taliesin), stia in cima a una collina nel Ceredigion, e si dice che se un viandante riposi nelle sue vicinanze il giorno dopo si risveglierebbe o poeta o completamente pazzo. Il villaggio di Tre-Taliesin, situato ai piedi della collina sepolcrale, prese questo nome, in onore del bardo, nel XIX secolo.

## IlLibro di Taliesin
L'opera più spesso associata con Taliesin è, appunto, il Libro di Taliesin, che gli studiosi credono scritto nel X secolo, in Galles. Dal momento che tutta la poesia, ai tempi in cui il bardo viveva, era trasmessa oralmente, è plausibile supporre che il materiale originale sia molto più antico e che sia stato messo su carta solo tre o quattro secoli più tardi. Fu Ifor Williams che ne pubblicò per primo il testo, prima corredato di note (Canu Taliesin, 1960) e poi in traduzione inglese (The Poems of Taliesin, 1968).
Dei poemi contenuti nel Libro di Taliesin, dodici sono indirizzati a re storicamente riconosciuti, come Cynan Garwyn, re del Powys, e Gwallog di Elmet, otto sono dedicati a Urien Rheged, il cui regno era centrato nella regione dell'Estuario del Solway, lungo il moderno confine tra Inghilterra e Scozia, e si estendeva ad est fino a Catraeth (oggi Catterick nello Yorkshire settentrionale) e ad ovest fino a Galloway, e infine un poema, un "marwnad" o "lamento di morte", è indirizzato a Owain, figlio di Urien. Il resto dei lavori contenuti nel libro sono dedicati a figure mitologiche, religiose o sciamaniche. La presunzione che l'intero testo del Libro di Taliesin sia opera del vero, storico Taliesin è un'assurdità; sono chiare, infatti, moltissime aggiunte di poeti posteriori, e la maggior parte dei poemi mancano delle caratteristiche metriche e poetiche associate col lavoro del Taliesin storico. Sono solo dodici, infatti, i poemi quasi certamente attribuibili al "vero" Taliesin.

## Il racconto di Gruffydd
Nella metà del XVI secolo Elis Gruffydd scrisse un racconto mitologico sulla vita di Taliesin, che prese probabilmente largo spunto dal folklore gallese; molti studiosi, infatti, concordano sul fatto che quasi certamente Gruffydd si basò su tradizioni già preesistenti la sua opera.

### Nascita
Secondo la versione di Gruffydd, Taliesin iniziò la sua vita con il nome di Gwion Bach, ed era uno dei servi dell'antica casata di Ceridwen. Ceridwen aveva due figli, una bambina bellissima, ed un figlio molto brutto, di nome Morfran (chiamato Afagddu, l'oscuro); il suo aspetto era così sgradevole che nessuna magia lo poteva migliorare, perciò Ceridwen decise di fargli il dono della saggezza come compensazione per il suo aspetto. In un magico calderone ella preparò una pozione all'uopo, che avrebbe dovuto bollire per un anno e un giorno. Un uomo cieco di nome Morda si sarebbe dovuto occupare del mantenimento della fiamma invece a Gwion Bach era affidato il compito di mescolare la pozione. Ceridwen gli aveva espressamente vietato di assaggiarla in quanto solo le prime tre gocce avrebbero donato saggezza, il resto si sarebbe trasformato in un veleno mortale. Ma il caso volle che mentre Gwion rimestava, tre gocce bollenti schizzarono dal calderone e gli ustionarono la mano; istintivamente il ragazzo si portò la mano alla bocca per lenire il dolore, e istantaneamente ottenne una saggezza e una conoscenza ineguagliabili. Fu allora che si accorse di aver disobbedito al volere della sua padrona, e perciò fuggì immediatamente.
Come Ceridwen si rese conto di quello che era avvenuto, iniziò ad inseguirlo, non potendo permettere che un umile servo avesse accesso a un potere così grande; ma non appena raggiunse Gwion, questi si trasformò in un coniglio, per sfuggirle più alacremente (il dono della pozione comprendeva, infatti, anche la magia, in quanto considerata allora indice di enorme saggezza). In tutta risposta Ceridwen assunse le sembianze di un cane, e la fuga quindi proseguì. Incrociato un fiume, Gwion cercò di trovarvi scampo tramutandosi in pesce, ma la maga continuò ad inseguirlo nelle spoglie di una lontra. In seguito Gwion decise di diventare un uccello ma Ceridwen, pervicace, si tramutò in un falco. Infine, visto un granaio, Gwion vi giunse in picchiata, e qui si tramutò in un chicco di grano, sperando di confondersi tra gli altri, ma Ceridwen si trasformò in chioccia e mangiò tutti i chicchi del granaio. Dopo qualche mese, però, ella si accorse di essere incinta dello stesso seme di Gwion, che stava germogliando dentro di lei. Decise quindi di uccidere il bambino non appena nato, ma una volta datolo alla luce, era così bello che non ebbe cuore di proseguire nel suo proposito, ma decise invece di lasciarlo andare alla deriva nel mare dentro una borsa di pelle. Il racconto di Gwion fino a questo punto presenta una straordinaria somiglianza con il racconto irlandese di Fionn mac Cumhail e il salmone della saggezza, fatto che indica una probabile origine comune delle due storie.

### La scoperta di Elphin
Il piccolo Gwion, quindi, fu ritrovato da Elphin, il figlio di Gwyddno Garanhir, Signore di Ceredigion, mentre pescava dei salmoni. Fu così sorpreso dal biancore della fronte del bambino che non appena la vide esclamò: "Tal iesin", che significa "fronte scintillante". Mentre Elphin riportava il bambino a casa propria, in un cesto, e rifletteva su quello che suo padre avrebbe detto quando avrebbe saputo che aveva trovato un bambino invece che dei salmoni, Taliesin iniziò a recitare una bellissima poesia:
Sconvolto, Elphin gli chiese come potesse un infante parlare in questo modo e nuovamente Taliesin rispose con una poesia, narrando le sue numerose trasformazioni durante la sua fuga, e concludendo disse:

### Commento sulla tradizione
La storia secondo la quale Taliesin fosse il figlio adottivo del Principe Elphin (poi Re del Ceredigion), che fosse cresciuto nella sua corte a Aberdyfi e che Taliesin visitò Re Maelgwn non è supportata da alcuna prova storica, ma tuttavia non è improbabile, visto che questi avvenimenti non contrastano con quelli realmente accaduti in quel periodo.
La sua nascita mitica, raccontata in varie forme, è talvolta interpretata allegoricamente e misticamente. Su tali opere Robert Graves ha basato molto dei suoi studi sui miti e della sua teoria storiografica.

### Taliesin nella letteratura popolare
- Nel romanzo fantasy Le nebbie di Avalon di Marion Zimmer Bradley Taliesin viene identificato con Mago Merlino.
- Taliesin è un personaggio chiave nel romanzo fantasy mitologico Agenzia Senzatempo: Viaggio irreale nella Britannia di Merlino e Artù, di Dario Giansanti e Claudia Maschio (2010).
- Nella saga Il romanzo di Excalibur di Bernard Cornwell Taliesin è presente fra i personaggi secondari.
- Taliesin è apparso più volte nel fumetto italiano Dampyr, dove compare come semivampiro (dampyr).
- Taliesin è uno dei personaggi della pentalogia fantastica de Le cronache di Prydain di Lloyd Alexander.
- Taliesin è protagonista  di uno dei libri del Ciclo di Pendragon scritti da Stephen Lawhead: Il Romanzo di Taliesin, in cui è raffigurato  come padre di quello che poi sarà il Mago Merlino.